# Otto Rydbeck
Om advokaten Otto Rydbeck (1945-2004), se Otto Rydbeck (advokat)
Sven Otto Henrik Rydbeck, född 25 augusti 1872 i Lund, död 13 september 1954 i Lund, var en svensk arkeolog. Han var bror till Thure Rydbeck och Ellen Rydbeck, farbror till Olof Rydbeck och farfar till Otto Rydbeck (advokat).
Rydbeck blev filosofie doktor 1905, docent i nordisk konstarkeologi 1909 samt professor i förhistorisk och medeltidsarkeologi 1919, allt i Lund. Från 1904 var han föreståndare för Lunds universitets historiska museum, som han totalt omordnade och vars föremålsantal under hans tid mer än fördubblades, på vissa avdelningar flerdubblades, och åt vilket han ägnade flera publikationer.
Med anledning av den utställning av äldre kyrklig konst från Skåne, som Rydbeck ordnade i Malmö 1914 i samband med Baltiska utställningen, redigerade och utgav han Äldre kyrklig konst i Skåne (tillsammans med Ewert Wrangel; 1921). På omsorgsfulla undersökningar vilade redan hans första vetenskapliga arbete, Medeltida kalkmålningar i Skånes kyrkor (1904); till samma område hörde Medeltidsmålningarna i Dädesjö och öfvergången från romansk stil till gotik (tillsammans med Wrangel; 1918). Rydbecks förnämsta skrifter behandlar Lunds domkyrka, åt vars undersökning han ägnade sitt arbete Bidrag till Lunds domkyrkas byggnadshistoria (1915) samt Lunds domkyrkas byggnadshistoria (1923). 
Rydbeck blev ledamot av Humanistiska vetenskapssamfundet i Lund 1919 och Vitterhets-, historie- och antikvitetsakademien 1924. En byst av honom står uppställd på Historiska museet i Lund.
Rydbeck var i unga år verksam som tecknare och skulptör och under sin studietid utförde han bland annat en byst av Otto Lindblad och en porträttrelief av Martin P:son Nilsson. Sin färdighet i teckning fick Rydbeck senare nytta av vid illustrerande av egna och andras publikationer. Han medverkade i en utställning med akademisk konst som visades på Lunds universitets konstmuseum 1935.
Otto Rydbeck är begravd på Norra kyrkogården i Lund.

## Övriga skrifter i urval
Fullständig "Bibliografi över professor Otto Rydbecks utgivna skrifter" redigerad av John Tuneld återfinns i festskriften Från stenålder till rokoko. Studier tillägnade Otto Rydbeck den 25 augusti 1937, Lund 1937, s.375-391
- Studier i Skånes renässans- och barockskulptur (1917)
- Två märkliga konstnärer, Adam van Düren och mästaren med signaturen A.S. (1918)
- Ärkebiskop Andreas Sunessons grav i Lunds domkyrka: en undersökning (tillsammans med Carl Magnus Fürst och Agnes Branting; 1926)
- Stenåldershavets nivåförändringar och Nordens äldsta bebyggelse (1928)
- Knut den heliges Laurentiuskyrka: grundmurar och gravar från tusentalets Lund (1942)